# Лисиця корсак
Лис корса́к, лисиця корсак, корсак, лисиця степова (Vulpes corsac) — ссавець роду лисиць (Vulpes), родини псових (Canidae), що мешкає в степовій, напівпустельній та пустельній зоні Центральної Азії. В 2004 році корсаку надали охоронний статус найменшого ризику, хоча на степового лиса постійно ведеться полювання мисливцями та браконьєрами через його хутро, а численність корсаків кожен рік постійно варіюється. З 2009 року лиса корсака внесено до «Червоної книги України».
Корсак менший за звичайну лисицю, в основному має сіро-жовте забарвлення. Дуже соціальні тварини. Незважаючи на свій розмір, можуть набирати таку ж швидкість як і вовки, але швидше втомлюються.

## Поширення
Мешкає в степах і пустелях Азії та Південно-Східної Європи: в Афганістані, Китаї, Індії, Казахстані (більше 53% площі території: майже вся степова, напівпустельна і пустельна зона, часто зустрічається в лісостепу), Монголії, Пакистані, Туркменістані, Узбекистані, північному Кавказі, на берегах Каспійського моря, в південній частині Західного Сибіру.
В Україні цей вид відмічений у кількох східних областях, проте перевірені знахідки останніх 20 років стосуються переважно східних і північно-східних районів Луганщини . Зокрема після 2000 р. цей вид виявлено у заповіднику «Стрільцівський степ» (Міловський район) та в суміжних з них районах північно-східної частини Луганщини, а також у заповіднику «Провальський степ» (Свердловський район). Відмічено зв'язок переважної більшості знахідок в Україні з місцями поселення бабака («сурка степового»), старі нори якого, найімовірніше, корсак використовує для облаштування власних сховищ. 
Нещодавно вид виявлений також на сході Дніпропетровської області, де його поширення припускалося раніше.

## Морфологічні особливості
Від лисиці звичайної корсак відрізняється меншими розмірами тіла. Він дещо менший за песця, проте з довшими вухами. Характерною відмінністю також є світле піщано-вохристе забарвлення хутра. У нього, на відмінно від Vulpes vulpes, немає чорного кольору на тильних сторонах вушниць (вух) і на передніх поверхнях лап. Влітку хутро коротке, взимку — дуже пухнасте, густе та шовковисте. Влітку забарвлення має жовто-сірий, червонувато-жовто-сірий відтінок чи відтінок піску. Боки та живіт трохи світліші за інші частини тіла. Зимою хутро набуває більш тьмяного жовто-сірого кольору, а біля хребта з'являється світло сіра лінія вздовж всієї спини. Хвіст завжди доволі пухнастий, зазвичай сіро-бурий. Зверху набагато темніший, ніж знизу. Кінчик темний, майже чорний.
Корсак має широкі вилиці. Лапи довгі. Як і у інших лисиць, у корсака 42 невеликих зуба. Важить в середньому 2.5–5 кг. Довжина тіла — 50–60 см, хвоста — 25–35 см; висота в холці — 28–30 см. Точна тривалість життя невідома, але приблизно 12–14 років при житті в неволі.
Корсаки можуть користуватися різними звуками. В основному вони використовують звуки високого діапазону, але при обороні значно занижують його.

## Харчування
Як і всі псові, корсак є всеїдною твариною, проте при потребі полює на інших тварин, які за розмірами не більше звичайного зайця та бабака. Влітку постійно полює на плазунів, комах, іноді на птахів. Полівки, пеструхи, ховрахи, тушканчики — є основними представниками гризунів, які найчастіше ловить степовий лис. Потреба у воді незначна. Може доволі довго бути голодним (до 2 тижнів) і при цьому нормально підтримувати фізичний стан.
Взимку часто емігрує від своїх схованок, оскільки їжі стає доволі мало і це змушує корсака на тривалі пошуки. Іноді лисиці можуть навіть забігати в невеличкі міста. Особливо пошуки їжі довгі в районах, де випадає багато снігу, тому доволі часто лисиці так і гинуть в зимовий період, не змігши знайти собі харчів. Після важких холодних зим популяція корсаків сильно зменшується, часом навіть катастрофічно (в 10, іноді навіть в 100 разів).
Полює корсак поодинці, переважно в сутінках, але в неволі демонструє і денну активність. Володіє гарним нюхом, зором і слухом. Полюючи, він повільно йде або підкрадається проти вітру, зачувши плазуна чи гризуна. Може доволі довго переслідувати свою здобич.
До людей не надто боязкий і часто підпускає їх до себе. Але зачувши небезпеку, швидко ховається, а якщо схованок поблизу не трапляється — може прикинутись мертвим.

## Спосіб життя
Корсаки живуть в норах. Частіше схованками їм служать покинуті нори бабаків, борсуків, інших лисиць. Можуть також розширювати покинуті домівки ховрахів. Власні нори риють доволі рідко, але часто перероблюють чужі під свій лад. Довжина нір в основному від 2,5 до 4,5 м. Виходів може налічуватися до 4, іноді 6. Часто можуть робити групові нори, хоча мешкати лише в одній із них. У своїх схованках відсиджуються у сильні морози та в спеку. Під час важких зимових днів можуть залишатися в норі протягом 2-3 днів. Перш ніж вийти із нори, корсак обережно визирає з неї, потім потроху вилазить і сідає біля неї, озираючись по сторонах, і лише потім повністю її покидає. У степових лисиць чудовий нюх і слух.
Корсак може розвивати швидкість до 40-50 км/год, а за день може пробігти до 15 км. Вони більш соціальні, ніж інші лисиці. Часто роблять собі корсачі міста, оскільки вони є родинними моногамними ссавцями. Взимку вони формують невеликі мисливські загони, які найчастіше складаються із сімейних пар та підрісших лисенят. Зазвичай мисливська територія однієї пари може досягати 35-40 км², іноді навіть до 100 км².
Основні вороги степової лисиці — це вовки та інші лисиці. Хоча корсак здатний бігати майже так само швидко, як і вовк, однак на відміну від вовка він недовго витримує такий бурхливий темп. Вже через чверть години він зменшує швидкість — і саме тоді вовк може його наздогнати. Лисиця — більш сильний і спритний опонент, що харчується тим же, чим і корсак, тому становить конкуренцію.

## Продовження роду
Корсаки моногамні. Пари зберігаються на все життя, але якщо одна із лисиць гине, то інша знаходить собі нового партнера. За самицю можуть проходити доволі серйозні бої. Вступають у контакт із протилежною статтю лише у своїх схованках, в період січня-лютого. Вагітність триває близько 52 днів. В березні-квітні народжуються від 2 до 6 лисенят, хоча були випадки коли корсаки народжували і по 15 дитинчат.
Новонароджені покриті світло-бурим пушком і важать 50–80 г. Очі відкривають на 14–16 день, тоді ж і прорізаються зуби. За дитинчатами доглядають і виховують обоє батьків, хоча батько живе окремо від лисенят. Часто в норах можуть проживати багато паразитів, тому корсаки разом з дітьми міняють свої схованки по 2–3 рази, поки лисенята не підростуть. Ростуть дитинчата швидко: у віці 4–5 місяців досягають розмірів батьків. Рано відселяються, але біля матері знаходяться до осені. Взимку часто родина збирається в одній спільній норі, щоб разом підтримувати один одного як у теплі, так і у харчах. Статеве дозрівання настає в 9–10 місяців.

## Цікаві факти
В України, власне у Приазов'ї є річка Корсак, що може розглядатися як зоотопонім, пов'язаний з колишнім ширшим поширенням на захід цього виду лисиць (такі дані наведено, зокрема, у Сокура, 1961).
2003 року при Луганському національному університеті (ЛНУ) створено еколого-туристичний клуб «Корсак», назва якого пов'язана з цим рідкісним видом ссавців. Клуб створено відомим дослідником східноукраїнської фауни Олександром Кондратенком. 2006 року екоклуб переріс у Лабораторію екології тварин та біогеографії «Корсак» ЛНУ.

## Підвиди
- Vulpes corsac corsac — північний Казахстан та південний Сибір
- Vulpes corsac kalmykorum — північний Узбекистан, Кавказ
- Vulpes corsac turkmenicus — південний Узбекистан, Туркменістан, Китай, Монголія та прилягаючі райони.

## Галерея

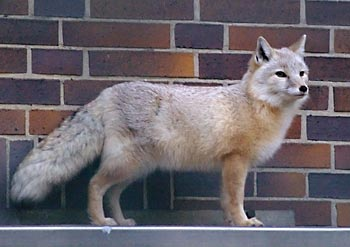
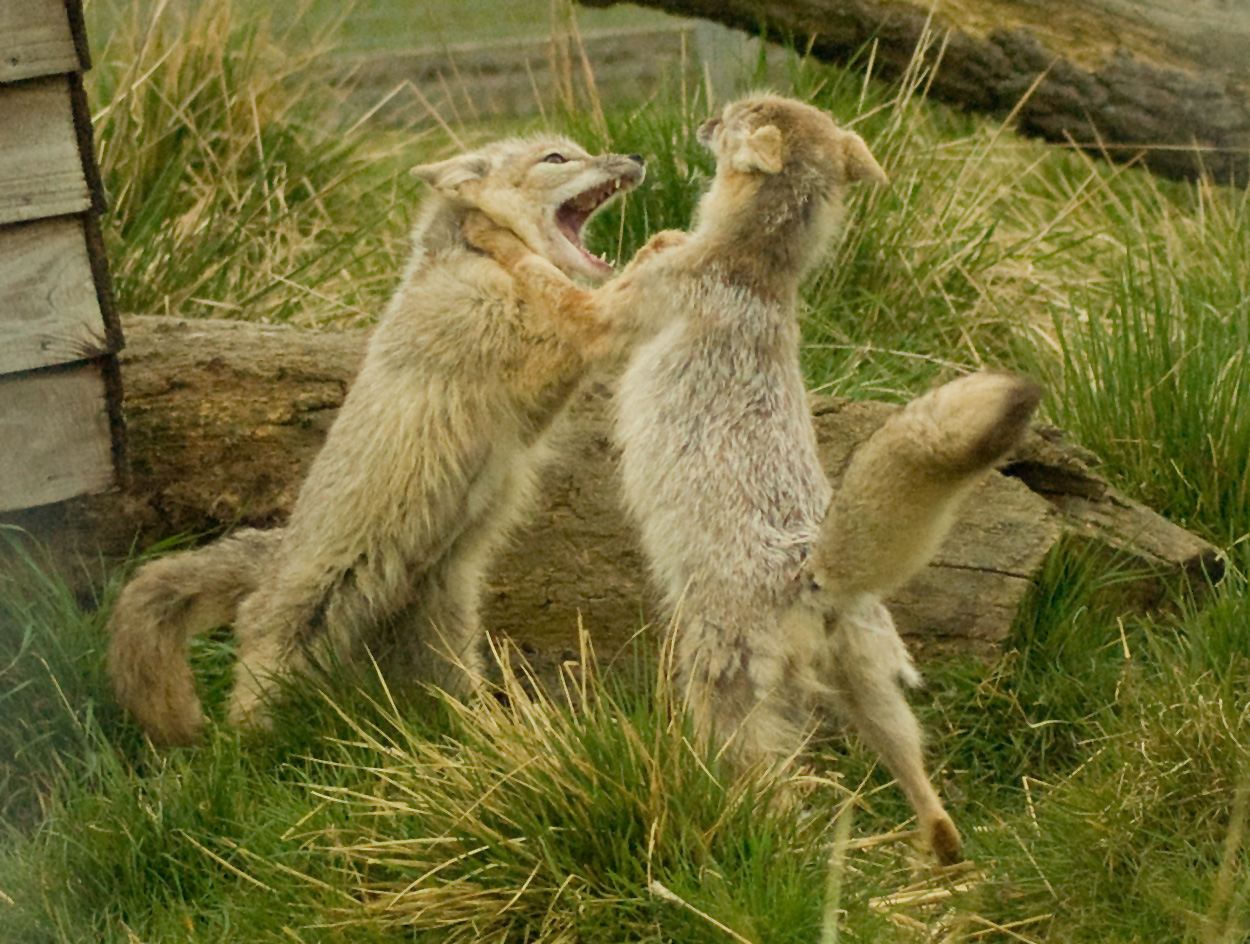
Корсаки в Хамертонському зоопарку
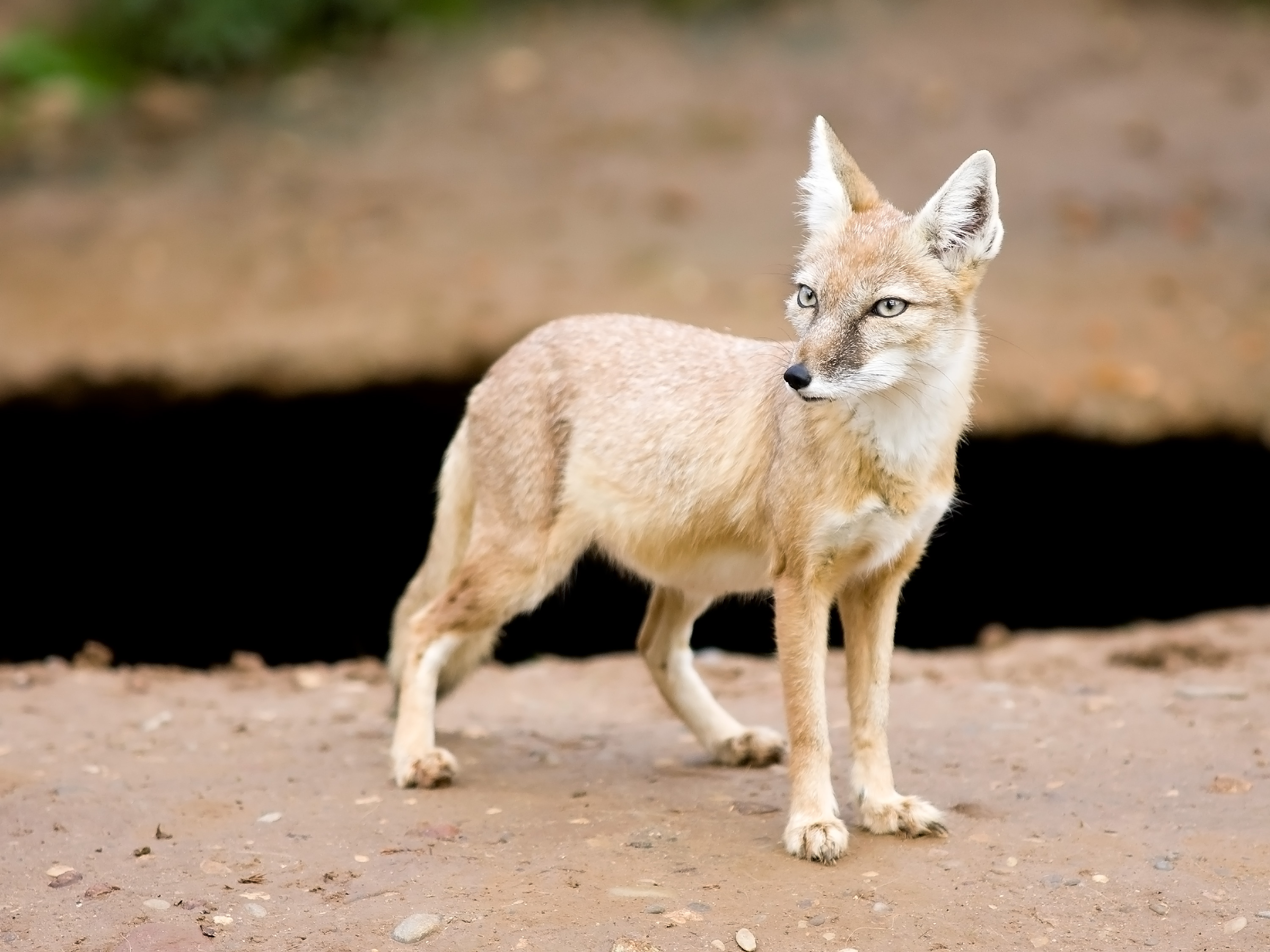
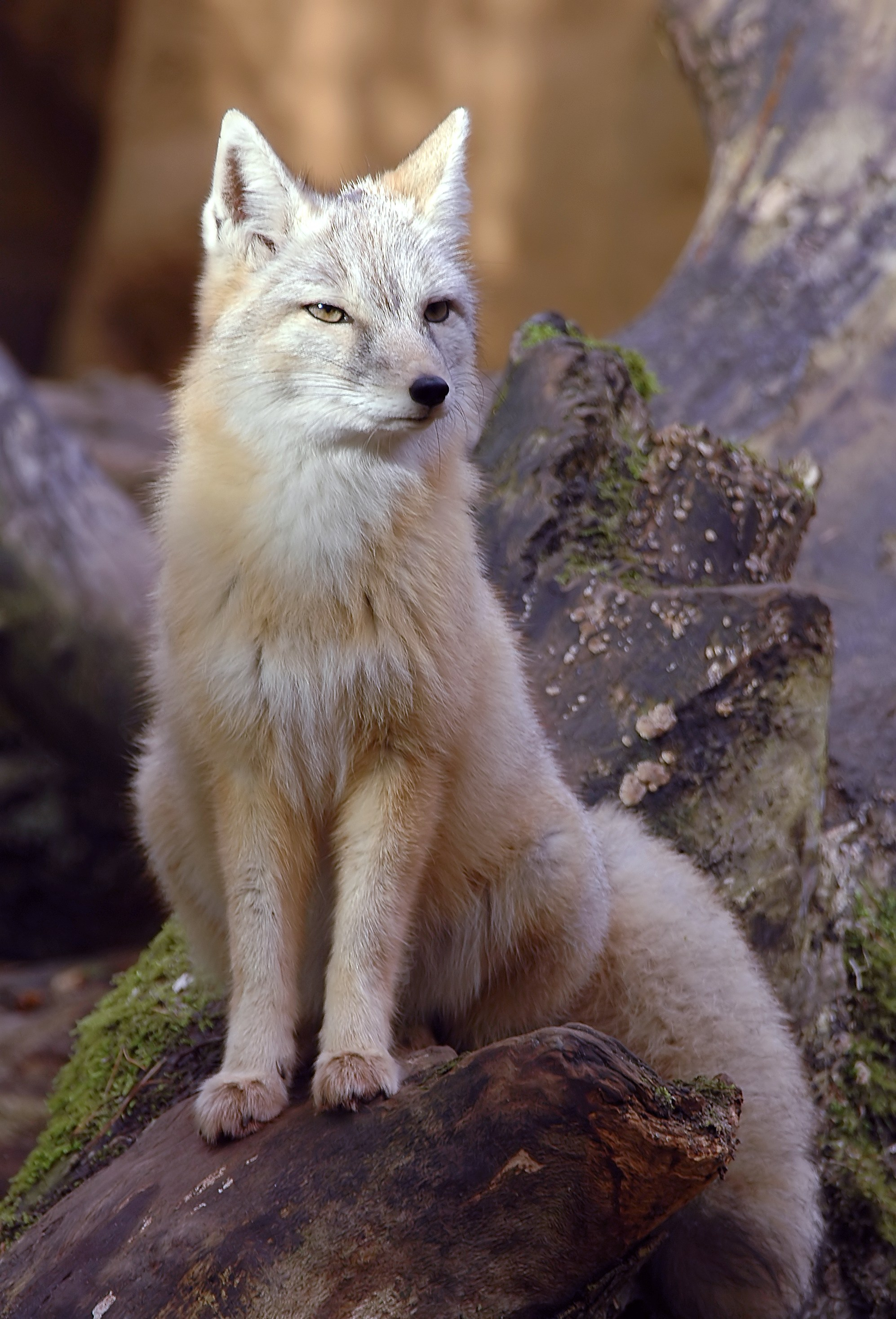
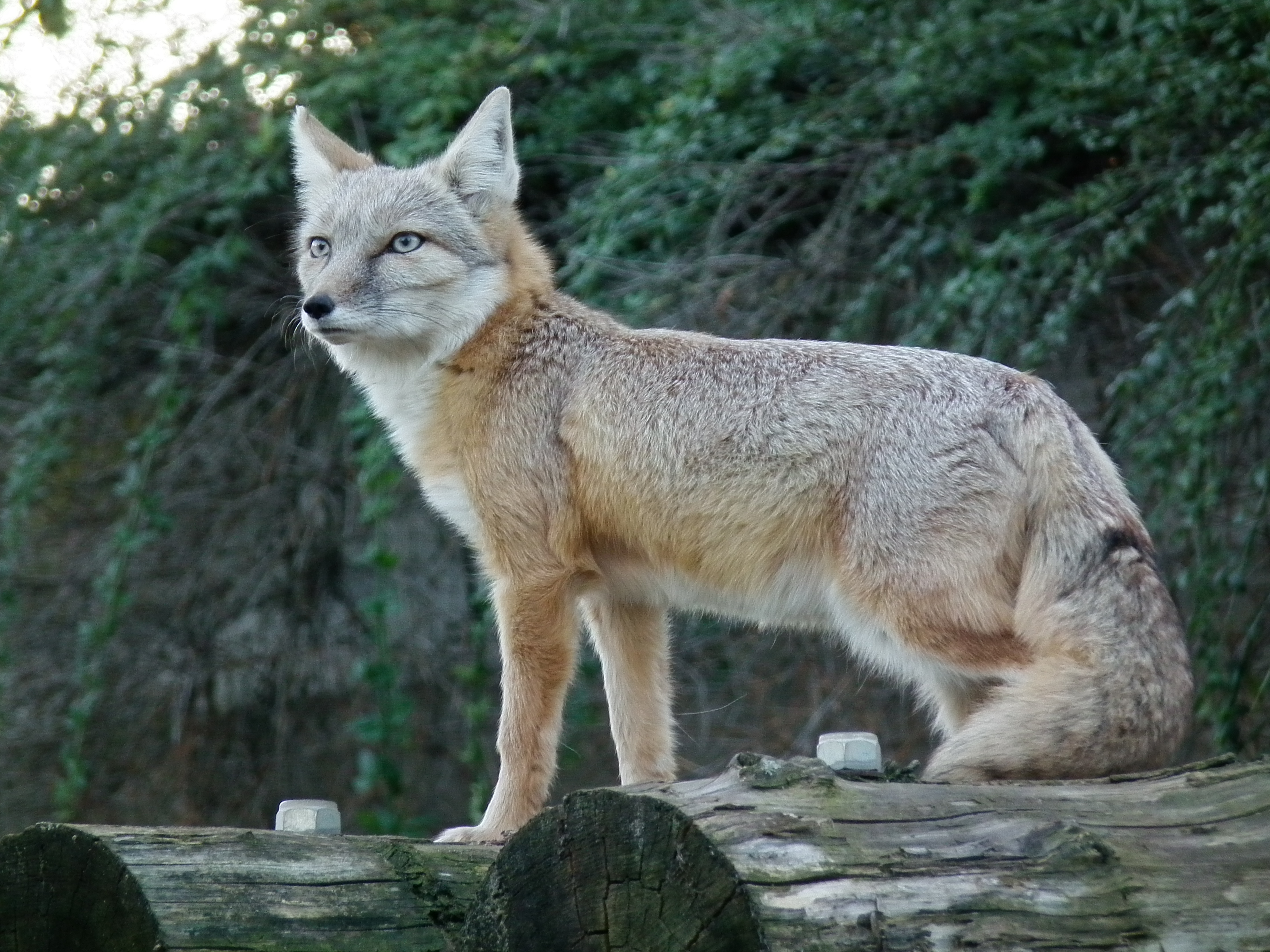
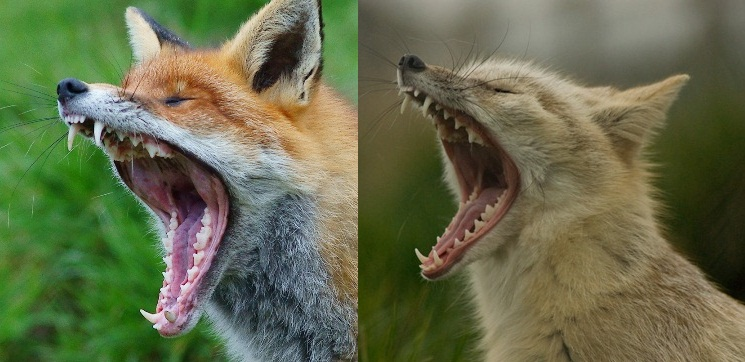
Лис звичайний та корсак позіхають